# Felicia Zimmermann
Felicia Tien Zimmermann (Rochester, 18 agosto 1975) è una schermitrice statunitense, specializzata nel fioretto.
È la sorella di Iris Zimmermann.

## Palmarès
In carriera ha conseguito i seguenti risultati:
- Mondiali di scherma

Nimes 2001: bronzo nel fioretto a squadre.
- Giochi Panamericani:

Mar del Plata 1995: argento nel fioretto a squadre e bronzo individuale.